# Stazione di Oxford
La stazione di Oxford (in inglese Oxford railway station) è la principale stazione ferroviaria di Oxford, in Inghilterra.